# 黃奎博
黃奎博（1971年—），中華民國國際關係學者、政治人物，臺灣嘉義市人，中國國民黨籍，現任國立政治大學外交學系教授兼國際事務學院全球及區域風險評估中心/外交政策研究中心主任、對外關係協會秘書長、啟思民本基金會董事兼執行長、跨領域創新協會副理事長、學術交流基金會傅爾布萊特校園顧問、台北市政府無給職市政顧問。
曾任國立政治大學國際事務學院副院長、外交部研究設計委員會主任委員（2009.02-2011.01）、中國國民黨中央黨部副秘書長（2020.04-2021.09，督導大陸事務部及國際事務部）、行政院大陸委員會諮詢委員、教育部公費留學委員會委員、馬英九基金會董事、總統府「馬習會」隨團顧問、臺灣民主基金會董事、臺灣民主基金會副執行長、新北市國際事務委員會委員、陸軍司令部《陸軍學術雙月刊》編輯委員、國防大學《國防雜誌》編輯委員、國立政治大學國際事務學院國際研究英語碩士學位學程（IMPIS）籌備處主任及首任學程主任、國立臺北大學公共行政暨政策系兼任助理教授、國防大學國家戰研研究中心兼任研究員、兩岸交流遠景基金會董事、中國政治學會理事、中華民國國際關係學會理事、中華民國公共政策學會理事、台灣傅爾布萊特（Fulbright）學友會監事會召集人、台灣傅爾布萊特學友會理事、中美協會執行秘書、美國馬里蘭大學政府與政治系助教。

## 經歷
1990年代於美國喬治華盛頓大學政治學系攻讀碩士，2001年獲美國馬里蘭大學政府與政治系博士，論文指導教授為喬治· 奎斯持（George H. Quester）博士。在馬里蘭大學就讀時期曾擔任政府與政治系助教（國際談判、比較外交政策）及「國際溝通與談判模擬計畫」 （页面存档备份，存于）（ICONS Project）助理，期間亦曾擔任中美協會(Chinese American Society)義務職執行秘書。
於國立政治大學正式任教前，曾任中華民國國防大學國家戰略研究中心兼任研究員一年及國立臺北大學兼任助理教授起家。2009年2月至2011年1月由國立政治大學借調外交部，在馬英九政府期間擔任外交部研究設計委員會 （页面存档备份，存于）主任委員，負責政策規劃研考、外交業務報告撰擬、軍文交流、智庫交流、台灣獎學金（Taiwan Scholarship）、台灣獎助金（Taiwan Fellowship）等；於外交部任職期間，亦代表該部出任台灣民主基金會兼職副執行長及遠景基金會董事。2008年9月至2008年12月，獲美國傅爾布萊特計畫學人獎助金，赴美國約翰霍普金斯大學高等國際研究院中國研究所擔任訪問學者。2012年3月至6月，赴美國布魯金斯研究院東亞政策研究中心（Center for East Asia Policy Studies, CEAPS）任訪問學人。曾獲聘為教育部公費留學委員會委員、大陸委員會諮詢委員。2013年，獲社團法人對外關係協會 （页面存档备份，存于）首任會長（前外交部部長）歐鴻鍊大使邀請兼任該會秘書長迄今，現任會長為前外交部長林永樂大使。2020年2月起，擔任財團法人馬英九文教基金會 （页面存档备份，存于）董事。
2015年11月7日，獲總統府邀請隨團赴新加坡參與海峽兩岸最高領導人會面「馬習會」。2020年3月，獲江啟臣主席之邀，於同年4月起兼任國民黨副秘書長一職。

## 著作
於2008年與傑可布·伯柯維契（Jacob Bercovitch）、Chung-chian Teng合編《Conflict Management, Security and Intervention in East Asia: Third Party Mediation in Regional Conflict》一書，由位於倫敦的Routledge Routledge出版社出版。另有In Pursuit of Gradual Stabilization and Peace Dividends: Cross-Taiwan Strait Relations and Their Influence on the Asia Pacific （页面存档备份，存于），2012年3月由美國馬里蘭大學法學院Maryland Series in Contemporary Asian Studies出版。2018年1月於Journal UNISCI/Revista UNISCI Nº 46 (Enero/January 2018)發表"Taiwan's New Southbound Policy: Background, Objectives, Framework and Limits （页面存档备份，存于）"文章，討論「新南向政策」的發展與可能限制。2020年4月，於Contemporary Chinese Political Economy and Strategic Relations: An International Journal發表"Bringing Ethics of Global Governance Back In: A case study of the Republic of China (Taiwan)"論文。

## 執教課程

### 國立政治大學外交系
經常於國立政治大學外交系講授之課程包括「美國外交政策研究」、「國際談判研究」、「談判研究」、「跨文化溝通與談判」「外交實務」等碩博士班課程，以及「區域研究--東南亞國際關係」、「國際禮儀」、「國際談判」、「國際談判實務」、「外交實務」等大學部課程；過去曾開設「國際關係理論(II)」、「外交決策分析」、「國際組織研究」、「國際談判」、「國際關係」（原由李明教授開課，現由郭昕光副教授開授）、「外交概論」、「國際安全」（原由林碧炤教授開課，現由吳崇涵教授開課）、「國際安全概論」、「美國外交政策」、「恐怖主義與族群衝突」、「國際溝通與協商」等大學部或碩博士班課程。

### 國立臺北大學公行系
在國立臺北大學公行系擔任兼任助理教授時開授「國際政治」課程，系主任為陳金貴教授，離職後改由郝培芝教授（現任駐法國代表）接手。

## 外部連結
- 政大外交系官網介紹 （页面存档备份，存于）
- 對外關係協會官網簡歷 （页面存档备份，存于）